# Летняя буря
Летняя буря (англ. Summer Storm) ― фильм 1944 года в жанре нуар. Режиссёр ― Дуглас Сирк, сценарист ― Роулэнд Ли. В ролях: Линда Дарнелл, Джордж Сэндерс, Эдвард Эверетт Хортон и Анна Ли. Сюжет фильма основан на повести русского писателя Антона Павловича Чехова «Драма на охоте». Фильм собрал $1,250,000 с кинопоказов.

## Сюжет
Сюжет разворачивается во времена после Русской революции. Граф Вольский приходит к главному редактору русского книжного издательства Надёне Калениной с рукописью, которую написал его друг и бывший жених Надёны, судья Фёдор Петров.
Надёна читает рукопись, которая начинается с описания её собственного романа с Фёдором. Он собирается жениться на Надёне и считает, что любит её, однако вскоре ему начинает нравиться Ольга, красивая молодая служанка, которая работает в поместье Вольского и отвечает Фёдору взаимностью. Она же нехотя выходит замуж за Урбенина, нуждаясь в деньгах. Урбенин также служит при поместье Вольского, гораздо старше неё и к нему она не чувствует никакого влечения.
В день свадьбы Ольги она и Фёдор поддаются своему влечению и целуются. Свидетелем этой сцены становится Надёна, которая разрывает свою помолвку с Фёдором. Ольга хочет убежать в Америку с Фёдором, но тот из-за своей вины перед Надёной и Урбениным не может согласиться на это.
Затем Ольга начинает роман с графом Вольским. Она даже согласна развестись с Урбениным и выйти за Вольского. Фёдор узнаёт об этом и приходит в ярость. Ольга настаивает на том, что между ними ничего не должно измениться: она может выйти замуж за Вольского, но продолжить её роман с Фёдором. Фёдор снова выходит из себя и убивает Ольгу. Умирая, она убеждает Фёдора, что прощает и всё ещё любит его. В это же время она видит «небесное электричество», или молнию ― ту самую, что убила её собственную мать. Урбенина арестовывают по обвинению в убийстве, признают виновным и осуждают на каторгу в Сибири.
Прочитав историю, Надёна пребывает в замешательстве и поначалу хочет отправить рукопись в полицию. Фёдор узнаёт, что Надёна прочитала её и спешит к ней в кабинет. Она признаётся, что не смогла заставить себя её отнести в полицию, и говорит, что она по-прежнему питает тёплые чувства к нему и желает, чтобы тот сделал правильный поступок и признался сам в содеянном. Фёдор отправляет рукопись, но почти сразу же сожалеет о своём решении и нападает на почтальона, чтобы получить её обратно. Подоспевшие полицейские стреляют в Фёдора и убивают его. Умирая, он говорит, что видит «небесное электричество».

## В ролях
- Джордж Сандерс ― Фёдор Петров
- Линда Дарнелл ― Ольга Кузьминична Урбенина
- Эдвард Эверетт Хортон ― граф Вольский
- Анна Ли ― Надёна Каленина
- Гуго Гаас ― Антон Урбенин
- Лари Лейн ― Клара Меллер
- Джон Эббот ― Лунин
- Роберт Грейг ― Григорий